# Morti nel 705
| Questa pagina contiene informazioni ricavate automaticamente dalle voci biografiche con l'ausilio del template Bio e di un bot. L'aggiornamento è periodico e automatico e ricostruisce completamente la pagina. Se manca una persona in questa lista, sei pregato di non aggiungerla, ma accertati piuttosto che la sua voce biografica contenga il template Bio e che i dati anagrafici siano correttamente compilati. Se il template Bio manca, inseriscilo tu stesso o, in alternativa, metti l'avviso {{tmp\|Bio}} che ne segnala la mancanza. Se i dati riportati sono sbagliati, correggi direttamente la voce biografica; le modifiche saranno visibili in questa lista entro pochi giorni. Per chiarimenti vedi il progetto biografie. La lista contiene solo le 9 persone che sono citate nell'enciclopedia e per le quali è stato implementato correttamente il template Bio. Pagina aggiornata al 19 ott 2024. |

- 11 gennaio - Papa Giovanni VI, papa e vescovo bizantino (n. 655)
- 5 febbraio - Bertolfo, monaco cristiano belga
- 12 maggio - Abd al-Aziz ibn Marwan, politico arabo (n. 649)
- 7 luglio - Edda di Winchester, vescovo e santo inglese
- 9 ottobre - Abd al-Malik ibn Marwan, califfo arabo (n. 646)
- 16 dicembre - Imperatrice Wu, imperatrice cinese (n. 624)
- Bertilla di Chelles, badessa e santa franca
- Callinico I, arcivescovo bizantino (n. 640)
- Leonzio, imperatore e generale bizantino (n. 660)